# زلنت/شلزن
زلنت/شلزن (به آلمانی: Amt Selent/Schlesen) یک منطقهٔ مسکونی در آلمان است که در شلسویگ-هولشتاین واقع شده‌است. زلنت/شلزن ۵٬۷۸۸ نفر جمعیت دارد.